# بارسلونا (ترانه فردی مرکوری و مونتسرات کابایه)
«بارسلونا» تک‌آهنگی از هنرمند اهل بریتانیا فردی مرکوری از گروه کوئین به همراهی خواننده سوپرانوی اپرا مونتسرات کابایه است که در سال ۱۹۸۷ میلادی منتشر شد و بخشی از آلبوم مشترک بارسلونا (آلبوم) قرار گرفت. همچنین به آلبوم بهترین‌ها ۳ نیز اضافه شد.
بارسلونا در چارت بریتانیا به رتبه هشت رسید و بعد از درگذشت فردی مرکوری در سال ۱۹۹۱، در بازی‌های المپیک تابستانی ۱۹۹۲ جزو یکی از ترانه‌های بازی‌ها شد که باعث شهرت بیشتر آن و رسیدن به رتبه دو در چارت بریتانیا گردید.